# Pig Destroyer
Pig Destroyer ist eine Grindcore-Band aus Richmond im US-Bundesstaat Virginia. Sie zählt in den USA zu den erfolgreichsten Underground-Bands, hatte bis 2009 mehr als 100.000 Alben allein in den USA verkauft und verdient jährlich rund 20.000 US-Dollar bei Auftritten sowie aus Merchandise- und Tonträgerverkäufen.

## Bandgeschichte
Gegründet wurde Pig Destroyer 1997 von Sänger J.R. Hayes, Gitarrist Scott Hull (Agoraphobic Nosebleed) und Drummer John Evans. Nach der Veröffentlichung einer Split-EP mit Orchid und einer Tournee mit Converge und Isis verließ Schlagzeuger Evans die Band wieder. Mit dem neuen Schlagzeuger Brian Harvey nahm Pig Destroyer ihr Debütalbum Explosions in Ward 6 auf, das 1998 bei Reservoir Records erschien. Nach zahlreichen Liveauftritten u. a. mit The Dillinger Escape Plan nahm Relapse Records die Band Anfang 2000 unter Vertrag und veröffentlichte im selben Jahr eine Split-Single mit Isis und eine Kompilation mit dem Titel 38 Counts of Battery, auf der sich das komplette Debütalbum und die Titel aller bisherigen Splits der Band befanden. 2001 erschien das zweite Album Prowler in the Yard, gefolgt von weiteren zahlreichen Tourneen und Festivalauftritten. Mit Napalm Death, Nasum und Anal Cunt ging Pig Destroyer 2004 auf Japan-Tournee, Ende des Jahres folgte das dritte Album Terrifyer. Ein Teil der Auflage enthielt als Bonus eine Audio-DVD mit nur einem knapp 40-minütigen Stück namens Natasha. Für die Live-Samples wurde 2006 Blake Harrison engagiert, der nach der Tour festes Bandmitglied wurde. Mitte 2007 erschien das vierte Album Phantom Limb, das sich auf Platz 47 der Top Independent Albums platzieren konnte. 2008 folgte die erste Tournee durch Australien. Im August 2009 erschien im Magazin der Washington Post anlässlich des Maryland Deathfest eine Titelstory über die Gruppe. Anfang Juli 2011 gab Scott Hull via Facebook bekannt, dass Adam Jarvis (Misery Index) den bisherigen Schlagzeuger Brian Harvey ersetzen wird. Mit dem im Oktober 2012 veröffentlichten Album Book Burner vollzog die Band einen stilistischen Wandel hin zum Grindcore der ersten Alben. Im Oktober 2013 wurde Adam Jarvis’ Cousin John Jarvis als Bassist aufgenommen.
Die Texte der Band, verfasst von Sänger Hayes, werden als für den Grindcore untypisch charakterisiert, da sie weder von aktuellen politischen Themen, noch von Splatter oder Pornografie handeln. Die als „poetisch“ bezeichneten Texte brachten der Band schon früh Anerkennung auch außerhalb der Grindcore-Szene ein. In ihrer Musik verwendeten sie 16 Jahre lang keinen Bass und setzen seit etwa 2005 Samples ein.

## Diskografie
Alben
- 1998: Explosions in Ward 6
- 2000: 38 Counts of Battery (Kompilation)
- 2001: Prowler in the Yard
- 2004: Painter of Dead Girls (Kompilation)
- 2004: Terrifyer
- 2007: Phantom Limb
- 2012: Book Burner
- 2018: Head Cage
- 2020: The Octagonal Stairway

EPs
- 1997: Orchid / Pig Destroyer (Split mit Orchid)
- 1999: Pig Destroyer / Gnob (Split mit Gnob)
- 2000: Isis / Pig Destroyer (Split mit Isis)
- 2002: Benümb / Pig Destroyer (Split mit Benümb)
- 2007: Pig Destroyer / Coldworker / Antigama (Split mit Coldworker und Antigama)
- 2008: Natasha